# Oreina cacaliae
Oreina cacaliae es una especie de insecto coleóptero de la familia Chrysomelidae.
Fue descrita científicamente en 1785 por Schrank.